# Самир ар-Рифаи (младший)
Самир ар-Рифаи (араб. سمير زيد الرفاعي‎; род. 1 июля 1966) — иорданский политик. С 14 декабря 2009 по 1 февраля 2011 года премьер-министр Иорданского Хашимитского Королевства. Он сын бывшего премьера Саида ар-Рифаи и внук бывшего премьер-министра Самира ар-Рифаи.
Правление аль-Рифаи сопровождалось ростом инфляции, значительная часть населения жила в бедности. В январе 2011 года по стране прокатилась волна демонстраций, 1 февраля правительство было отправлено в отставку.

## Награды
- Орден Звезды Иордании